# 福滕伯里冰川
福滕伯里冰川（英語：Fortenberry Glacier），是南極洲的冰川，位於維多利亞地的彭內爾海岸，處於塔普謝爾半島北部，最終阿克羅伊德角以東6公里注入尤爾灣，美國地質調查局根據測量和該國海軍的空中照片繪入地圖，現時由南極條約體系管理。